# Tony Martin (Rocksänger)

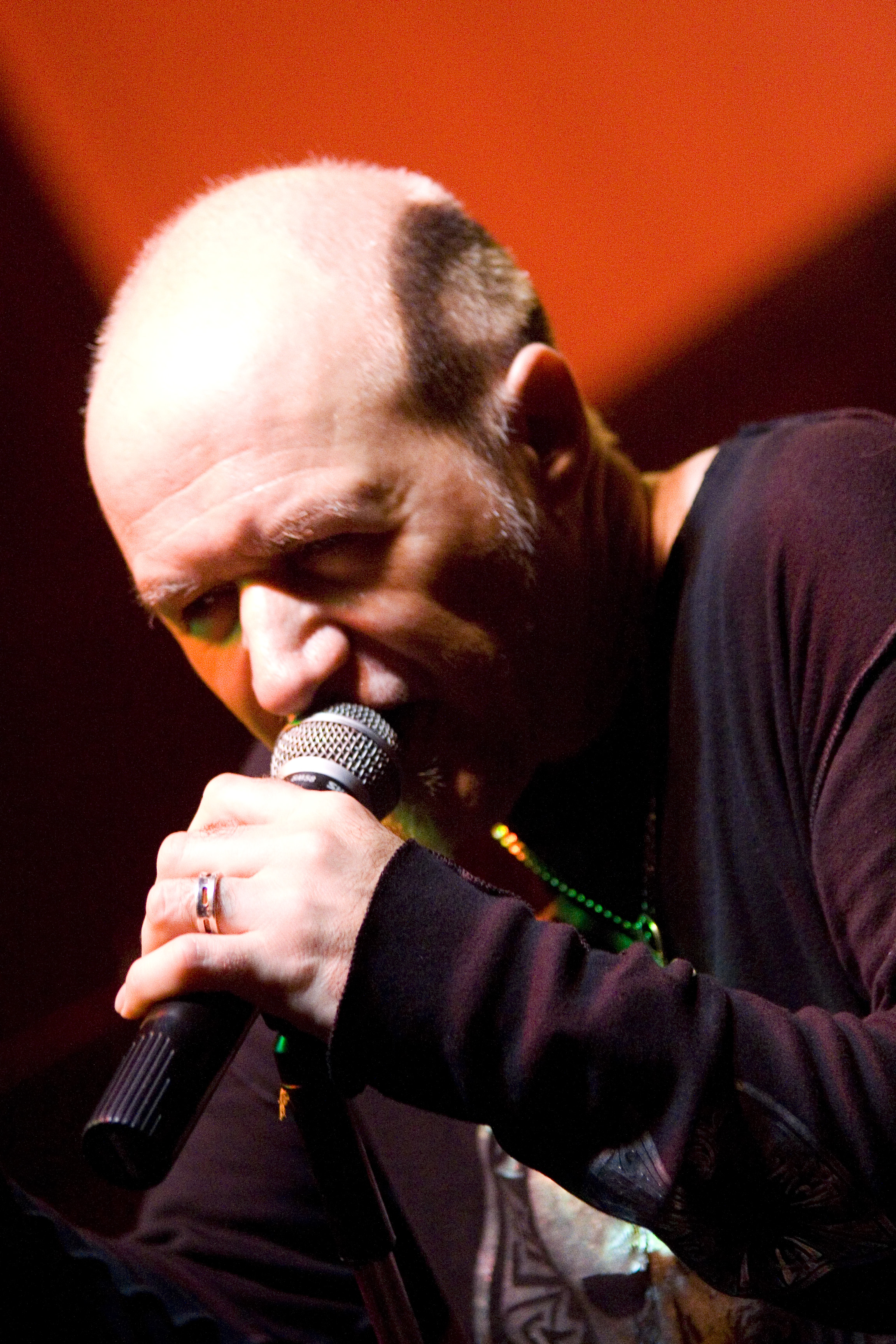
Tony Martin, 2009

Tony Martin (eigentlich Anthony Philip Harford; * 19. April 1957 in Birmingham, England) ist ein britischer Sänger und Songwriter, der unter anderem Sänger der Heavy-Metal-Band Black Sabbath war.
Bei Black Sabbath sang er von 1987 bis 1991 und von 1993 bis 1995. Nachdem er die Band verlassen hatte, wirkte Martin als Solokünstler im Melodic-Rock-Bereich.
In der Zeit zwischen den beiden Engagements bei Black Sabbath nahm Martin das Album Back Where I Belong (1992) auf. Tony Martin wurde von dem Bandkopf Tony Iommi für das Projekt Dehumanizer mit Dio zurückgestellt. Iommi wollte Dio erneut in der Position des Sängers sehen, um an die alten erfolgreichen Zeiten (Heaven and Hell, Mob Rules) anzuknüpfen. Tatsächlich unterbrach Ronnie James Dio sein Soloprojekt, um 1992 das Dehumanizer-Album mit Black Sabbath aufzunehmen. Während den Aufnahmen zu Dehumanizer befand sich Tony Martin im Stand By Modus um für Dio kurzfristig einzuspringen. Von 2003 bis 2006 sang er in der Band Empire, die 2000 vom ehemaligen Majesty-Gitarristen Rolf Munkes gegründet wurde.
Als Gast-Sänger wirkte er 2016 am neuen Album der US-Metaler von Lightning Strikes mit.

## Diskografie
Mit Black Sabbath:
- The Eternal Idol (1987)
- Headless Cross (1989)
- Tyr (1990)
- Cross Purposes (1994)
- Cross Purposes Live (1995)
- Forbidden (1995)
- The Sabbath Stones (1996)
- Anno Domini 1989–1995 (Boxset, 2024)

Solo:
- Back Where I Belong (1992)
- Scream (2005)
- Who Put the Devil in Santa [Single] (2009)
- Thorns (2022)

Diverse Projekte:
- Forcefield II: The Talisman – Forcefield (1988)
- Evolution – Misha Calvin (1993)
- The Giuntini Project II – Aldo Giuntini (1998)
- The Cage – Dario Mollo/Tony Martin (1999)
- The Cage II – Dario Mollo/Tony Martin (2002)
- Our Cross, Our Sins – Rondinelli (2002)
- Trading Souls – Empire (2003)
- Classic Snake Live Vol. 1 – M3 (2003)
- The Giuntini Project III – Aldo Giuntini (2006)
- The Raven Ride – Empire (2006)
- PsychoFantasy – (Tom Galley's) Phenomena (2006)
- 20 Year Anniversary Party [DVD] – Candlemass & Tony Martin (2007)
- Spirit of Night – Mario Parga & Tony Martin [Single] (2008)
- High & Mighty – Voices of Rock (2009)
- Blind Faith – (Tom Galley's) Phenomena(2010)
- Victims of the Modern Age – Star One (2010)
- Wolfpakk – Wolfpakk (2011)
- Sleeping with Demons – Black Widow (2011)
- The Third Cage – Dario Mollo/Tony Martin (2012)
- Reborn – Layla Milou & Tony Martin (2012)
- Silver Horses – Silver Horses (2012)
- The Giuntini Project IV – Aldo Giuntini (2013)
- Lightning Strikes – Lightning Strikes (2016)
- Arjen Anthony Lucassen’s Star One - Lost Children of the Universe (2021)[2]